# Sangiran
Sangiran är ett arkeologiskt utgrävningsområde på ön Java i Indonesien. Området är ungefär 48 km² stort och ligger omkring 15 km norr om Surakarta i floden Bengawan Solos dalgång. 1996 blev Sangiran uppsatt på Unescos världsarvslista.
1934 påbörjade antropologen Gustav Heinrich Ralph von Koenigswald en undersökning i området. Under utgrävningarna de följande åren fann man fossil efter några av människans äldsta förfäder, Pithecanthropus erectus ("Javamänniskan"). Sedan dess har ytterligare omkring 60 fossil hittats, bland dem den förbryllande Meganthropus.